# Yeti (zespół muzyczny)
Yeti – brytyjski zespół rockowy założony z inicjatywy Johna Hassalla – byłego basisty The Libertines. Początkowo Yeti miało być tylko projektem pobocznym, jednak po oficjalnym rozpadzie macierzystego zespołu John w całości oddał się tej kapeli.

## Skład
- John Hassall – śpiew, gitara
- Harmony Williams – śpiew, gitara
- Andrew Déian-lead – gitara, wokal wspierający
- Brendan Kersey – gitara basowa
- Graham Blacow – perkusja

Zespoły uważane za inspiracje Yeti to m.in. The La's, Bob Dylan, Love, The Doors, The Byrds, a w szczególności The Beatles.

## Dyskografia

### Albumy
- The Legend Of Yeti Gonzales
- Yume!

### Single
- Don't Go Back To The One You Love
- Never Lose Your Sense Of Wonder
- Keep Pushin' On